# Leptographium terebrantis
Leptographium terebrantis är en svampart som beskrevs av S.J. Barras & T.J. Perry 1971. Leptographium terebrantis ingår i släktet Leptographium och familjen Ophiostomataceae.   Inga underarter finns listade i Catalogue of Life.